# Eve Marder

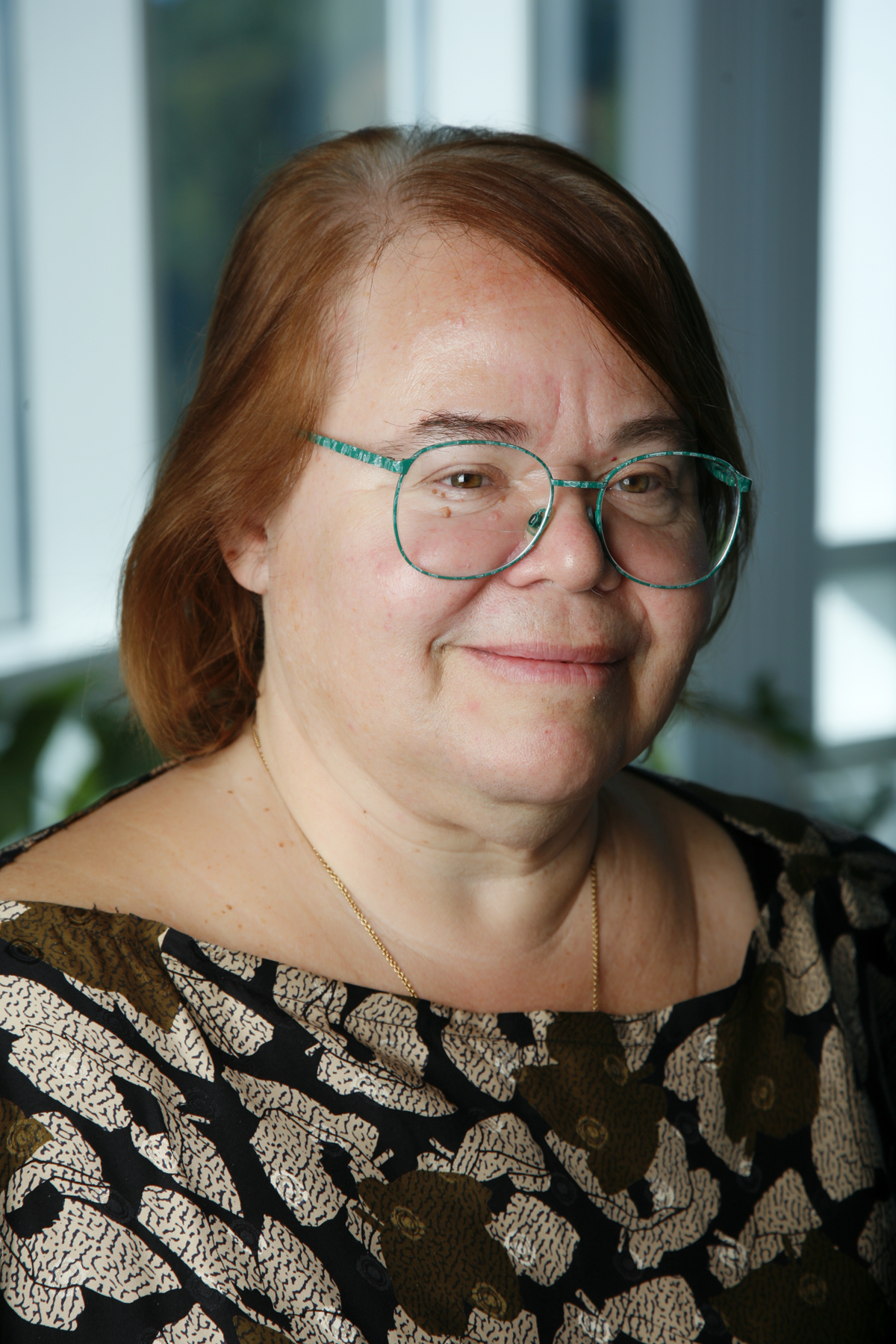
Eve Marder

Eve Esther Marder (* 30. Mai 1948 in New York City) ist eine US-amerikanische Neurobiologin.

## Leben
Marder studierte an der Brandeis University mit dem Bachelor-Abschluss 1969 und wurde 1974 an der University of California, San Diego, in Biologie promoviert. Als Post-Doktorandin war sie 1975 an der University of Oregon und 1976 bis 1978 an der École normale supérieure in Paris. Danach war sie Professorin an der Brandeis University, seit 1990 mit voller Professur. 1980 erhielt sie ein Forschungsstipendium der Alfred P. Sloan Foundation (Sloan Research Fellowship).
Sie ist mit Arthur Wingfield verheiratet.

## Werk
Marder untersucht die Mechanismen, mit denen Neurotransmitter und Neuropeptide kleine Nerven-Schaltkreise modifizieren und die numerische Dynamik kleiner Netzwerke. Sie studierte am Anfang ihrer Karriere kleine Nervenschaltkreise am Beispiel der stomatogastrischen Ganglionsysteme (STG) von Hummern und anderen Krebsen, die das Verdauungssystem kontrollieren, aus nur 30 großen Neuronen bestehen und ein rhythmisches Muster erzeugen. Sie konnte zeigen, dass deren Verhalten von verschiedenen Substanzen, die die Neuronen modulieren, abhing und somit nicht fest vorgegeben war (sie zeigten Neuroplastizität). Diese Erkenntnisse waren damals sehr einflussreich und bewirkten einen Umschwung in der Neurobiologie. Später leistete sie auch Pionierarbeit in der numerischen Simulation realistischer kleiner Neuronennetzwerke. Sie entwickelte mit anderen ein Computergesteuertes Experimentierwerkzeug mit realen Neuronenzellen (Dynamic Clamp), das weite Verbreitung fand.
In jüngster Zeit befasst sie sich mit den Stabilisierungsmechanismen von sich ständig neu rekonfigurierenden neuronalen Netzwerken, die zur Aufrechterhaltung der biologischen Funktion dieser Netzwerke wichtig sind.
1984 bis 1990 war sie Herausgeberin des Journal of Neurophysiology. 2007 war sie Präsidentin der Society for Neuroscience.

## Ehrungen und Mitgliedschaften
Marder ist Fellow der American Association for the Advancement of Science (1992), der American Academy of Arts and Sciences (2001), der National Academy of Sciences (2007) und Mitglied der American Philosophical Society (2024). 1995 erhielt sie einen McKnight Foundation Award, 1987 den Javits Award in Neurosciences, den MERIT Award des National Institute of Mental Health (NIMH), 2005 den Ralph-W.-Gerard-Preis und den Miriam Salpeter Lifetime Achievement Award of Women in Neurosciences. Weitere Auszeichnungen waren 2012 der George A. Miller Prize in Cognitive Neuroscience und 2013 der Gruber-Preis für Neurowissenschaften. Für 2016 wurde ihr der Kavli-Preis zugesprochen, für 2019 der NAS Award in the Neurosciences und für 2023 der Pearl Meister Greengard Prize. Ebenfalls 2023 erhielt sie die National Medal of Science.

## Schriften
- mit R. M. Harris-Warrick Modulation of neural networks for Behavior, Annual Review of Neuroscience, Band 14, 1991, S. 39–57
- mit R. M. Harris-Warrick, Allen Selverston, M. Moulin (Herausgeber): Dynamic Biological Networks: The Stomatogastric Nervous System,  Cambridge: MIT Press 1992
- mit T. B. Kepler, L. F. Abbott Reduction of conductance-based neuron models, Biological Cybernetics, 66, 1992, 381–387
- mit I. R. Epstein: Multiple modes of a conditional neural oscillator, Biological Cybernetics, 63, 1990, 25–34